# Lucía Sainz i Pelegrí
Lucia Sainz Pelegri (Barcelona, 5 d'octubre de 1984) és una jugadora professional de pàdel catalana.
Va començar a practicar tennis en categories inferiors al Reial Club de Polo de Barcelona i als 18 anys va gaudir d'una beca d'estudi a Fresno. Dos anys més tard va esdevenir jugadora professional. A final de l'any 2009 es retirà del tennis i l'any següent competí professionalment com a jugadora de pàdel. Des de la temporada de 2016, competeix formant parella amb Gemma Triay. Van obtenir diferents victòries en el circuit professional en els darrers anys i van arribar a la segona posició del rànquing World Padel Tour. L'any 2018 va ser guardonada amb el Premi Dona i Esport.